# Essanay Studios

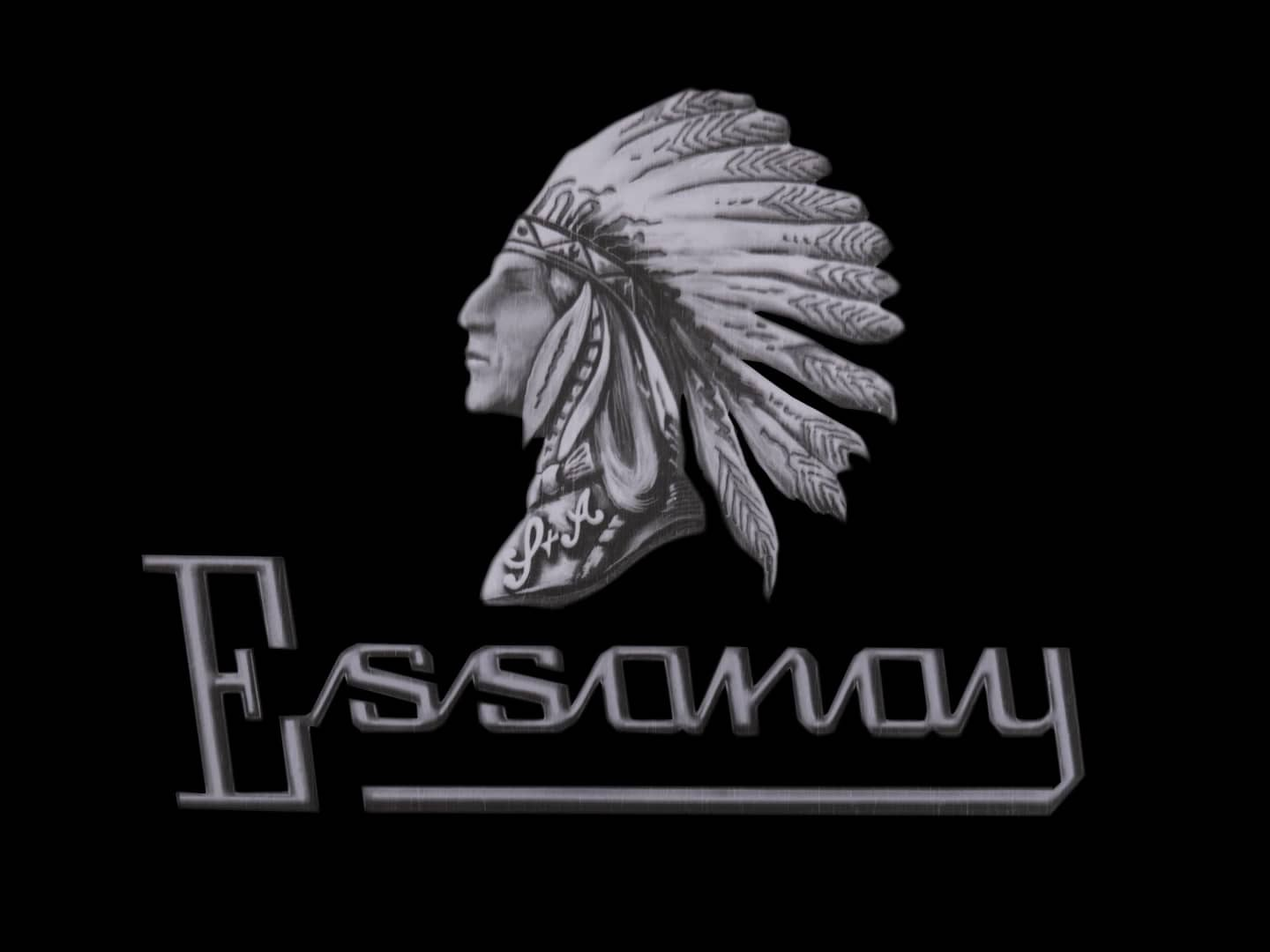
Logotipo de Essanay Studios.

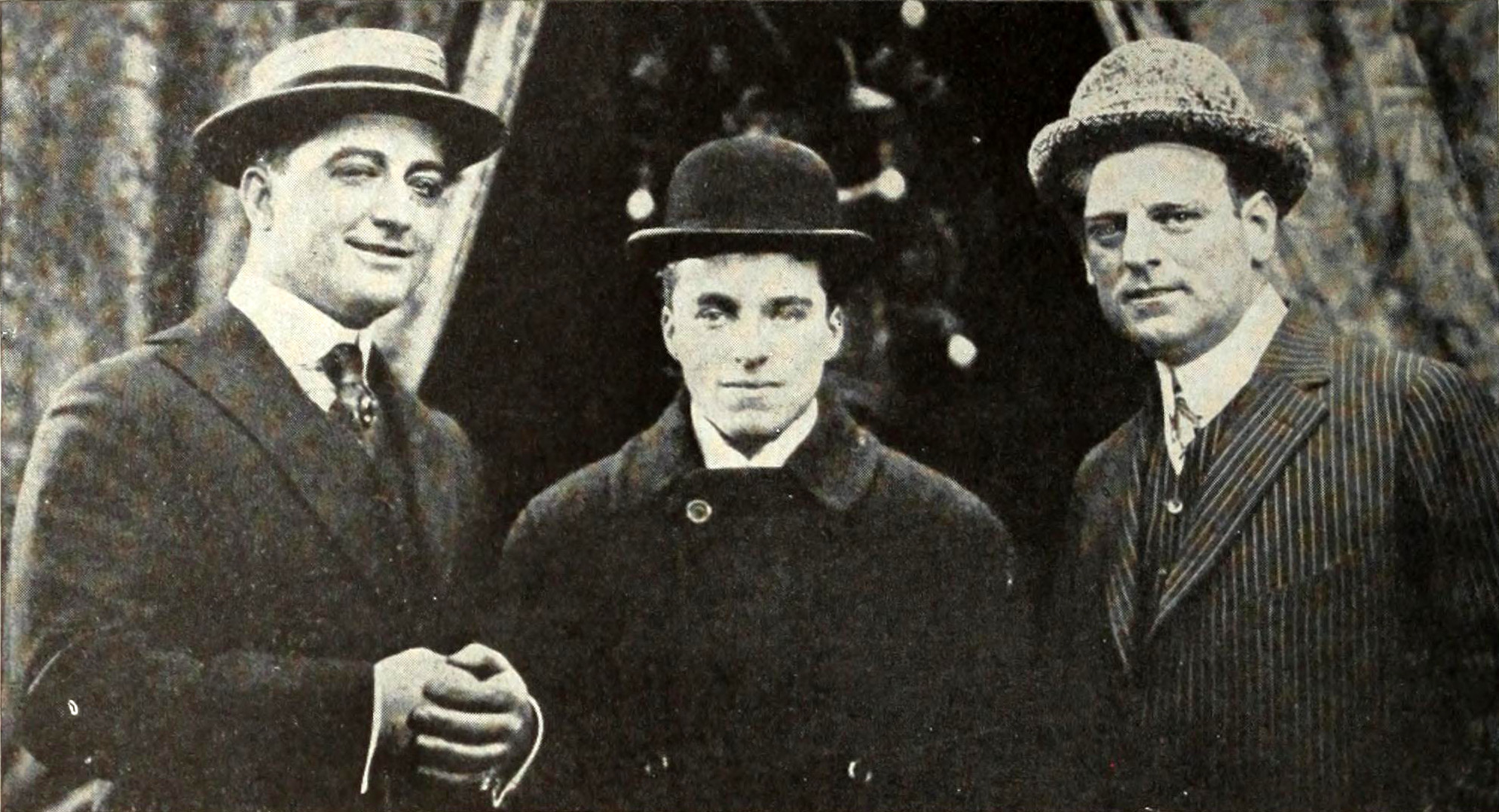
Francis X. Bushman, Charlie Chaplin y Broncho Billy Anderson (1915).

Los Estudios Essanay (o The Essanay Film Manufacturing Company, o simplemente Essanay Studios en inglés), fueron unos estudios cinematográficos fundados el 10 de agosto de 1907 en el vecindario de Uptown, Chicago, por George K. Spoor y Broncho Billy Anderson, bajo el nombre Essanay, que proviene de "S" y "A" (en inglés, "S" and "A").
Es conocida por la serie de películas que filmaron junto a Charles Chaplin, durante 1915.
Essanay estaba originalmente ubicada en el número 496 de Wells Street, (actualmente es el número 1300). Su primera película fue An awful Skate, or The Hobo on Rollers, protagonizada por Ben Turpin, gracias a cuyo éxito el estudio prosperó.
El estudio produjo cine mudo, con estrellas tales como Ben Turpin, Wallace Beery, Francis X. Bushman, Gloria Swanson, Tom Mix, Ann Little, Helen Dunbar, Lester Cuneo, Virginia Valli, Edward Arnold y Rod La Rocque. Sin embargo, las películas más importantes que produjeron fueron las del oeste y las que protagonizó Charles Chaplin.
En 1914, después de que Chaplin llevara a cabo su serie de películas Charlie Chaplin at Keystone Studios, en los estudios Keystone de Mack Sennett, Essanay ofreció a Chaplin un sueldo superior al que tenía en Keystone, y la posibilidad de crear su propio equipo de producción.
Chaplin realizó en 1915 con Essanay un total de catorce cortos, además de una aparición en uno de los wésterns de Broncho Billy. El resultado fue una serie de cortos más disciplinados que los caóticos cortos de Chaplin en Keystone, con mejores tramas y personajes.
Entre el personal que Chaplin escogió para sus producciones se encontraba Ben Turpin, a quien no le agradaba trabajar con el meticuloso Chaplin, y que sólo apareció en dos de los cortos. También fueron elegidos Edna Purviance, Leo White, Bud Jamison y John Rand.
Un año después, Chaplin abandonó Essanay. Para suplir su ausencia, se contrató al cómico francés Max Linder, frecuentemente comparado con Chaplin; sin embargo, no alcanzó el tirón que de él se esperaba.

## Películas deThe Black Cat
En 1916, Essanay llegó a un acuerdo con William Kane, quien más tarde se convirtió en el editor y editor de The Black Cat, para adquirir cien historias de la revista y convertirlas en películas de "Black Cat", cada una de ellas de aproximadamente media hora de duración. El plan era estrenar una película por semana, a partir del 5 de diciembre de 1916 con The Egg, una comedia protagonizada por Richard Travers y Marguerite Clayton. Kane prestó a Essanay un conjunto de números de The Black Cat, completos desde el primer número hasta mayo de 1915, y recibió 1.250 dólares de Essanay por las cien historias que seleccionaron. Essanay no devolvió las revistas a Kane, quien los demandó pidiendo una compensación de 20.000 dólares por la pérdida de las revistas, y finalmente ganó su caso en la Corte Suprema de los Estados Unidos.

## Últimos años
El estudio de Chicago continuó produciendo películas hasta 1918, alcanzando un total de más de 1.400 títulos de Essanay durante sus diez años de historia.
George K. Spoor continuó trabajando en la industria cinematográfica, introduciendo un sistema 3-D fallido en 1923, y Spoor-Berggren Natural Vision, un formato de pantalla ancha de 65 mm, en 1930. Murió en Chicago en 1953. G. M. Anderson se convirtió en productor independiente y patrocinó a Stan Laurel en una serie de comedias mudas. Anderson murió en Los Ángeles en 1971.
Posteriormente, el edificio Essanay de Chicago pasó a manos del productor independiente Norman Wilding, que realizaba películas industriales. El arrendamiento de Wilding fue mucho más largo que el de Essanay. A principios de la década de 1970, se ofreció una parte del estudio al Columbia College (Chicago) por un dólar, pero la oferta decayó sin concretarse. Luego fue entregado a una corporación de televisión sin fines de lucro, que lo vendió. Uno de los inquilinos era la oficina de Technicolor en el medio oeste. Hoy en día, el lote de Essanay alberga el St. Augustine's College, y su sala de reuniones principal ha sido bautizada como Auditorio Charlie Chaplin. La instalación fue nombrada Monumento de Chicago en 1996.